# Karl Wanger
Karl Wanger (* 9. Februar 1930 in Roxheim; † 5. Januar 2000) war ein deutscher Fußballspieler.

## Karriere
Karl Wanger, der aus der Nachwuchs-Abteilung des SV 1914 Roxheim stammte, spielte in der Oberliga Südwest, eine der fünf Staffeln der damals höchsten deutschen Spielklasse, zunächst beim VfL Neustadt/Weinstraße, wo er von 1948 bis 1950 für den VfL 38 Ligaspiele mit 12 Toren absolvierte und ab 1950 für den 1. FC Kaiserslautern. In seiner ersten Saison auf dem Betzenberg wurde der Linksaußen prompt Deutscher Meister mit dem FCK. Auch wenn er im Endspiel nicht aufgestellt war, hatte er seinen Anteil an der Meisterschaft: In der Endrunde spielte er in allen sechs Spielen (ein Tor) und war auch zuvor in der Liga Stammspieler. 1953 wurde Wanger mit den „Roten Teufeln“ erneut Deutscher Meister. Im Endspiel gegen den VfB Stuttgart (4:1) gelang ihm ein Tor. 1954 und 1955 drang Karl Wanger mit dem FCK jeweils auch bis ins Endspiel vor, man unterlag allerdings Hannover 96 mit 1:5 und Rot-Weiss Essen mit 3:4. Bis 1957 spielte er beim FCK, für den er in insgesamt 158 Oberligaspielen 92 Tore erzielte, und wechselte danach zum Ligakonkurrenten VfR Frankenthal. 1961 stieg er mit Frankenthal aus der Oberliga ab, es folgte der direkte Wiederaufstieg. Für den VfR war er bis 1963 aktiv und kam dabei auf weitere 100 Oberligaspiele mit 26 Toren. Insgesamt werden für den ehemaligen Linksaußen in der Fußball-Oberliga Südwest 296 Spiele mit 130 Toren geführt. Dazu kommen noch 24 Einsätze in den Endrunden um die deutsche Meisterschaft von 1951 bis 1956 mit sechs Treffern. Nachdem er seine Karriere in Frankenthal beendet hatte, führte er eine Gaststätte in Roxheim und betätigte sich nebenbei als Spielertrainer beim örtlichen SV 1914.

### Statistik
| Liga (SKE)           | Spiele (Tore) |
| -------------------- | ------------- |
| Oberliga Südwest (I) | 296 (130)     |
| Wettbewerb           |               |
| DM-Endrunde          | 024 0(6)      |

### Erfolge
- Deutscher Meister 1951 und 1953 mit dem 1. FC Kaiserslautern
- Deutscher Vizemeister 1954 und 1955 mit dem 1. FC Kaiserslautern
- Südwestdeutscher Meister 1951, 1953, 1954, 1955, 1956 und 1957 mit dem 1. FC Kaiserslautern